# Moselbahn GmbH
Die Moselbahn Verkehrsbetriebsgesellschaft mbH ist ein regionales Verkehrsunternehmen im Eigentum der Transdev GmbH, welches Personennahverkehrsleistungen mit Omnibussen im Bundesland Rheinland-Pfalz erbringt. Sitz des Unternehmens ist in Bernkastel-Andel.

## Geschichte
Die Moselbahn Verkehrsbetriebsgesellschaft mbH ist 1964 aus dem seit 1937 bestehenden Omnibusbetrieb der 1899 gegründeten Eisenbahngesellschaft Moselbahn AG hervorgegangen.
Letztere eröffnete abschnittsweise eine 102 km lange, normalspurige Kleinbahnstrecke, die ausnahmslos auf dem rechten Ufer der Mosel verlief. Sie wurde auch Moseltalbahn genannt, während die überwiegend links der Mosel gelegene und von der Deutschen Bahn AG betriebene Verbindung von Koblenz nach Trier als Moselstrecke bezeichnet wird.
Die von der Deutschen Bahn betriebene Moselstrecke verlief zwischen Trier und Bullay nicht durchs Moseltal, sondern auf einem kürzeren Weg durch die Vordereifel. Von ihr zweigten zwei Stichbahnen nach Bernkastel-Kues und Traben-Trarbach ins Moseltal ab.
Gründer der Moselbahn AG waren im Jahre 1899 einige Bankhäuser und die Westdeutsche Eisenbahn-Gesellschaft in Köln. Diese und ihre Nachfolgerinnen – Vereinigte Kleinbahnen AG und Deutsche Eisenbahn-Gesellschaft – übernahmen die Betriebsführung.
In den 1920er-Jahren erlangte die AG für Verkehrswesen die Mehrheit der Aktien, 1940 waren es fast 95 %. Diese Aktien veräußerte die AGV im Jahre 1962 an das Land Rheinland-Pfalz.
Obwohl das Land Rheinland-Pfalz fast hundertprozentiger Aktionär der Moselbahn AG geworden war, wurde die Strecke zwischen 1961 und 1968 schrittweise stillgelegt. Es begann am 30. September 1961 mit der Einstellung des Personenverkehrs auf dem Abschnitt von Bullay bis Traben-Trarbach, dem dann am 31. Dezember 1962 die anschließende Strecke bis Niederemmel-Piesport folgte, auf der auch der Güterverkehr von Bullay her wegfiel.
Am 22. Mai 1966 endete der Gesamtverkehr zwischen Niederemmel-Piesport und Neumagen-Neumagen-Dhron. Die Triebwagenzüge auf der verbliebenen Strecke bis Trier wurden nunmehr in den dortigen Hauptbahnhof eingeführt. Aber  seit dem 1. Februar 1968 ruhte der Verkehr auch hier; nur der Güterverkehr zwischen Ruwer West und Trier wurde noch  einige Jahre lang aufrechterhalten. Auch in Bullay Süd wurde noch das Anschlussgleis zum Raiffeisenlager – allerdings durch die Deutsche Bundesbahn – bedient.
Das Land Rheinland-Pfalz wandelte die Moselbahn AG Ende 1964 in eine GmbH um, die zunächst den Omnibusverkehr entlang der Mosel weiterbetrieb. Dieser ist inzwischen auf die Moselbahn Verkehrsbetriebsgesellschaft mbH übergegangen, die 2002 von Rhenus-Keolis übernommen wurde und 2007 nach deren Aufspaltung an Rhenus Veniro ging.
Zum 1. Juli 2012 stellte die Moselbahn ihre Verkehre mangels Wirtschaftlichkeit im Saargau ein und gab die Leistungen ab. Damit einhergehend wurde auch der Betriebshof in Saarburg geschlossen und der Firmensitz nach Bernkastel-Andel verlegt. Ein Teil des Fuhrparks wurde verkauft, das Personal vom Nachfolgeunternehmen übernommen.
Seit 2019 gehört die Moselbahn zur Transdev-Gruppe, einem französischen Dienstleistungsunternehmen aus dem Bereich des öffentlichen Personenverkehrs. Durch die Verschmelzung der ehemaligen Rhenus-Veniro-Unternehmen mit Transdev sollen deren Wettbewerbsposition und insbesondere die internationale Weiterentwicklung deutlich gestärkt werden.

## Verkehrsleistung
Die Moselbahn Verkehrsbetriebsgesellschaft mbH erbringt auf den 592 Kilometern Buslinien 2,67 Millionen Fahrkilometer. Diese werden (Stand 2020) durch 58 Busse im Auftrag des Verkehrsverbundes Verkehrsverbund Region Trier (VRT)  erbracht.

## Linien heute
| Linie | Strecke |
| 22    | Trier – Ruwer – Mertesdorf – Fell – Fastrau – Riol – Longuich – Schweich |
| 27    | Ehrang – Quint – Rodt – Zemmer – Schleidweiler – Daufenbach |
| 220   | Trier – Kenn – Schweich – Mehring – Thörnich – Leiwen – Trittenheim – Neumagen |
| 221   | Trier – Kenn – Schweich – Bekond – Klüsserath – Köwerich – Leiwen |
| 227   | Waldrach – Kasel – Mertesdorf – Ruwer – Kenn – Schweich nur Schulfahrten |
| 228   | Longen – Lörsch – Mehring KiTa und Grundschulfahrten |
| 229   | Ensch – Köwerich – Thörnich – Detzem – Leiwen/Zummet nur Schulfahrten |
| 271   | Naurath – Bekond – Föhren – Schweich – Ehrang |
| 272   | Daufenbach – Schweich – Rodt – Schleidweiler |
| 274   | Schweich – Zemmer – Rothaus – Orenhofen – Preist – Speicher – Beilingen – Herforst nur Schulfahrten                                                                                       |
| 330   | Bernkastel-Kues – Andel – Mülheim(Mosel) – Brauneberg – Wintrich – Minheim – Piesport – Neumagen-Dhron                                                                                    |
| 332   | Veldenz – Burgen – Brauneberg – Mülheim(Mosel) – Kesten – Minheim – Piesport – Neumagen                                                                                                   |
| 333   | Trier – Schweich – Klüsserath – Leiwen – Neumagen-Dhron – Piesport – Wintrich – Brauneberg – Mülheim(Mosel) – Bernkastel-Kues RadBus fährt nur vom 01.04 – 01.11 und an schulfreien Tagen |
| 334   | Neumagen-Dhron – Piesport – Minheim – Kesten – Lieser – Wintrich – Filzen – Brauneberg – Mülheim(Mosel) – Veldenz – Burgen – Hirzlei – Gornhausen                                         |
| 335   | Bernkastel-Kues – Andel – Mülheim(Mosel) – Veldenz |
| 360   | Bernkastel-Kues – Wehlen – Graach – Zeltingen-Rachtig – Lösnich – Kröv – Wolf – Traben-Trarbach                                                                                           |
| 361   | Bernkastel-Kues – Graach – Wehlen (– Zeltingen-Rachtig – Erden – Lösnich) – Ürzig |
| 362   | Kues – Plateau – Kues |
| 365   | Bengel – Reil – Kövenig – Traben-Trarbach – Wolf – Kröv – Ürzig – Lösnich – Erden – Zeltingen-Rachtig vereinzelte Fahrten                                                                 |
| 367   | Traben-Trarbach – Kautenbach |
| 368   | Traben-Trarbach – Starkeburg /– Irmenach – Lötzbeuren – Büchenbeuren /– Blankenrath und wieder zurück                                                                                     |
| 369   | Traben-Trarbach – Reil – Kröv – Lösnich – Zeltingen – Bernkastel-Kues nur Schulfahrten |